# 4月の東京は…
『4月の東京は…』（しがつのとうきょうは）は、ハルによる日本のボーイズラブ漫画およびそれを原作とするテレビドラマ。『ihr Hertz』（大洋図書）にて、2018年9月号から2020年5月号まで連載された。
2023年6月時点でシリーズの累計が30万部を突破している。
2023年6月から8月まで、毎日放送にてテレビドラマが放送。ドラマ化を記念し、同誌の同年7月号（同年5月31日発売）に『4月の東京は…2023』のタイトルで読み切りが掲載された。

## 登場人物

### 主要人物
滝沢 和真
25歳。広告代理店の新入社員。天真爛漫な性格で、10年ぶりにアメリカから帰国した。
石原 蓮
25歳。広告代理店で働く敏腕アートディレクター。和真の初恋の相手。

## 書誌情報
- ハル『4月の東京は…』大洋図書〈H&C Comics ihr HertZシリーズ〉、既刊3巻（2023年6月16日現在）
  - 『4月の東京は… 上』：2019年7月1日発売[7]、ISBN 978-4-8130-3230-4
  - 『4月の東京は… 下』：2020年6月1日発売[8]、ISBN 978-4-8130-3257-1
  - 『4月の東京は… 2023』：2023年6月16日発売[9]（電子書籍のみの販売）

## テレビドラマ
2023年6月16日（15日深夜）から8月4日（3日深夜）まで、毎日放送の「ドラマシャワー」枠で放送された。主演は櫻井佑樹（劇団EXILE）と髙松アロハ（超特急）。

### キャスト
滝沢和真〈25〉
演 - 櫻井佑樹（劇団EXILE）（中学時代：竹野世梛）
石原蓮〈25〉
演 - 髙松アロハ（超特急）（中学時代：光延ジヨウ）
八神龍之介〈27〉
演 - 古川毅（SUPER★DRAGON）（青年時代：本島純政）
前田あゆみ〈32〉
演 - 綾乃彩
真田隼人〈40〉
演 - 岡部尚
滝沢苑子〈52〉
演 - まひろ玲希
松本秀〈25〉
演 - 中山慎悟

### スタッフ
- 原作 - ハル『4月の東京は…』（大洋図書）[4]
- 脚本 - 三津留ゆう、石橋夕帆[4]
- 監督 - 石橋夕帆、本田大介、岸田雅喜[4]
- 音楽 - 松尾真之介[4]
- オープニング主題歌 - あたし「イベリス」（SDR）[11]
- エンディング主題歌 - 林和希「One Day」（LDH Records）[14]
- 制作プロダクション - クープ / EPISCOPE[4]
- 製作 - 「4月の東京は…」製作委員会、毎日放送[4]

### 放送日程
| 話数  | 放送日  | 脚本 | 監督 |
| ----- | ------- | ---- | ---- |
| 第1話 | 6月16日 |      |      |
| 第2話 | 6月23日 |      |      |
| 第3話 | 6月30日 |      |      |
| 第4話 | 7月07日 |      |      |
| 第5話 | 7月14日 |      |      |
| 第6話 | 7月21日 |      |      |
| 第7話 | 7月28日 |      |      |
| 第8話 | 8月04日 |      |      |

### 放送局
| 放送期間                | 放送時間                     | 放送局       | 対象地域   | 備考           |
| ----------------------- | ---------------------------- | ------------ | ---------- | -------------- |
| 2023年6月16日 - 8月4日  | 金曜 1:00 - 1:30（木曜深夜） | テレビ神奈川 | 神奈川県   | 29分先行放送。 |
|                         | 金曜 1:29 - 1:59（木曜深夜） | 毎日放送     | 近畿広域圏 | 製作局         |
| 2023年6月21日 - 8月9日  | 水曜 0:30 - 1:00（火曜深夜） | 群馬テレビ   | 群馬県     |                |
| 2023年6月22日 - 8月10日 | 木曜 1:00 - 1:30（水曜深夜） | とちぎテレビ | 栃木県     |                |
|                         | 木曜 23:00 - 23:30           | テレビ埼玉   | 埼玉県     |                |
|                         |                              | 千葉テレビ   | 千葉県     |                |

### ネット配信
| 配信開始月 | 配信サイト    | 配信料金     | 備考       |
| ---------- | ------------- | ------------ | ---------- |
| 2023年6月  | MBS動画イズム | 広告付き無料 | 見逃し配信 |
| 2023年6月  | TVer          | 広告付き無料 | 見逃し配信 |

| 毎日放送 ドラマシャワー | 毎日放送 ドラマシャワー | 毎日放送 ドラマシャワー |
| 前番組                  | 番組名                  | 次番組                  |
| ----------------------- | ----------------------- | ----------------------- |
| 永遠の昨日 完全版       | 4月の東京は…            | 体感予報                |